# Munib Younan
Munib Younan (arab. منيب يونان; ur. 18 września 1950 w Jerozolimie) – palestyński duchowny luterański, biskup Kościoła Ewangelicko-Luterańskiego w Jordanii i Ziemi Świętej (ELCJHL).

## Życiorys
Munib Younan urodził się 18 września 1950 roku w Jerozolimie jako syn Andrii Younana i Alice Qandalaft. W latach 1972–1976 studiował teologię na Uniwersytecie w Helsinkach.
30 maja 1976 roku został ordynowany na prezbitera w Kościele Zbawiciela w Jerozolimie. W latach 1976–1979 był pastorem pomocniczym Kościoła Zbawiciela, następnie był pastorem parafii w Bajt Dżala i Ramallah.
W latach 1990–1998 był przewodniczącym Synodu ELCJHL, a 5 stycznia 1998 roku został konsekrowany na biskupa Kościoła. 24 lipca 2010 roku został wybrany na przewodniczącego Światowej Federacji Luterańskiej.
Jest zaangażowany w proces pokojowy na Bliskim Wschodzie i dialog międzyreligijny. Dokonał pierwszego tłumaczenia Konfesji Augsburskiej na język arabski.
Od 1980 roku jest żonaty z Suad Yacoub, ma troje dzieci.

## Publikacje
- Witnessing for Peace: In Jerusalem and the World. Minneapolis, MN: Fortress Press, 2003. ISBN 0-8006-3598-1